# Макаров Владислав В'ячеславович
Владислав В'ячеславович Макаров (рос. Владислав Вячеславович Макаров; 20 вересня 1996, Невель, Росія — 3 листопада 2023, Бердянськ, Україна) — російський офіцер, старший лейтенант ЗС РФ (2021). Герой Російської Федерації.

## Біографія
В 2014 році закінчив Навельську середню загальноосвітню школу №5 і вступив на факультет зенітних ракетних комплексів Ярославського вищого військового інституту ППО. Після закінчення інституту в 2019 році служив в 1488-му зенітно-ракетному полку 2-ї дивізії ППО.
З 24 лютого 2022 року брав участь у вторгненні в Україну, начальник відділення бойового управління і заступник командира радіотехнічної батареї зенітно-ракетного дивізіону С-400 свого полку. Загинув внаслідок влучання ракети в кабіну бойового розрахунку С-400.

## Нагороди
- Медаль «За участь у військовому параді в День Перемоги»
- Звання «Герой Російської Федерації» (8 квітня 2024, посмертно) — «за мужність і героїзм, проявлені під час виконання військового обов'язку.» 25 квітня медаль «Золота зірка» була передана сім'ї Макарова.

## Пам'ять
Меморіальні дошки на честь Макарова встановлені в Невелі на будівлі дому, в якому він жив, і середньої загальноосвітньої школи №5 (8 червня 2024), а також на будівлі Ярославського вищого військового інституту ППО (28 червня 2024).